# Dioscorea coripatenis
Dioscorea coripatenis là một loài thực vật có hoa trong họ Dioscoreaceae. Loài này được J.F.Macbr. mô tả khoa học đầu tiên năm 1934.